# Our Blushing Brides
 Our Blushing Brides és una pel·lícula estatunidenca dirigida per Harry Beaumont, estrenada el 1930. La pel·lícula és continuació de Our Dancing Daughters (1928) i Our Modern Maidens (1929), que també protagonitzaven Crawford, Page i Sebastian. Les dues anteriors en la sèrie eren pel·lícules silencioses, mentre Our Blushing Brides és una pel·lícula sonora. El fet de ser sonora va ser un punt publicitari esmentat en el cartell de pel·lícula.
Our Blushing Brides és la pel·lícula trenta-una de Crawford (de vuitanta-sis en total), i la seva quarta pel·lícula sonora. En el seu primer paper de  "shopgirl-Cinderella", Crawford fa el paper de Gerry, una "model" d'uns grans magatzems que cau enamorada del fill del seu cap. El paper va ser una sortida dels papers de garçonne de Crawford en el cinema mut, i la Metro-Goldwyn-Mayer va començar a desenvolupar-ne una imatge més sofisticada.

## Argument
Jerry, Connie i Franky treballen com a venedores i models en un centre comercial. Comparteixen un apartament barat a Manhattan i estan fartes del seu estil de vida pobre i monòton. Aspirant a quelcom millor, dirigeixen les seves vides en diferents direccions.

## Repartiment
- Joan Crawford: Geraldine 'Gerry' March
- Anita Page: Connie Blair
- Dorothy Sebastian: Francine 'Franky' Daniels
- Robert Montgomery: Tony Jardine
- Raymond Hackett: David 'Davey' Jardine
- John Miljan: Martin W. 'Marty' Sanderson
- Hedda Hopper: Mrs. Lansing Ross-Weaver
- Albert Conti: Monsieur Pantoise
- Edward Brophy: Joseph Aloysius 'Joe' Munsey
- Robert Emmett O'Connor: el detectiu
- Martha Sleeper: Evelyn Woodforth
- Gwen Lee: Miss Dardinelle, una model
- Mary Doran: Eloise, una model
- Catherine Moylan: una model
- Norma Drew: una model
- Claire Dodd: una model
- Wilda Mansfield: una model

## Box office
Segons MGM la pel·lícula va guanyar 874.000 dòlars en els EUA i Canadà i 337.000 dòlars en la resta del món, resultant en un benefici de 412.000 dòlars.